# Tournoi de tennis de Houston
Le tournoi de Houston (Texas, États-Unis) est un tournoi de tennis professionnel féminin (WTA Tour) et masculin du circuit professionnel ATP.
L'épreuve féminine s'est tenue de 1969 à 1995, sur terre battue à partir de 1985. L'édition du 23 septembre 1970 marque les débuts du tout nouveau circuit Virginia Slims, exclusivement féminin et autonome, prémices du WTA Tour. Avec six titres (dont quatre consécutifs de 1976 à 1979), Martina Navrátilová détient le record du nombre de victoires en simple.
L'épreuve masculine s'est déroulée en 1985 et 1986 ; elle était jouée sur moquette. D'autres tournois masculins se sont également joués à Houston, l'U.S. Men's Clay Court Championship et le tournoi de River Oaks.
Plus de 20 ans après la dernière édition, une épreuve combinée masculine et féminine refait surface à Houston. Elle est inscrite aux calendriers WTA 125 et ATP Challenger. Elle se joue sur dur au mois de novembre.

## Palmarès dames

### Simple
| No | Date       | Nom et lieu du tournoi                   | Catégorie      | Dotation       | Surface         | Vainqueure          | Finaliste           | Score          |                |
| -- | ---------- | ---------------------------------------- | -------------- | -------------- | --------------- | ------------------- | ------------------- | -------------- | -------------- |
| 1  | 14-04-1969 | River Oaks Invitation, Houston           |                | NC             | Terre (ext.)    | Margaret Court      | Judy Tegart         | 3-6, 7-5, 6-1  | Tableau        |
| 2  | 21-09-1970 | Virginia Slims Invitational, Houston     |                | 7 500 $        | Terre (ext.)    | Rosie Casals        | Judy Tegart-Dalton  | 5-7, 6-1, 7-5  | Tableau        |
| 3  | 02-08-1971 | Virginia Slims International, Houston    | VS Tour        | 40 000 $       | Moquette (int.) | Billie Jean King    | Kerry Melville      | 6-4, 4-6, 6-1  | Tableau        |
|    | 1972       | Pas de tournoi                           | Pas de tournoi | Pas de tournoi | Pas de tournoi  | Pas de tournoi      | Pas de tournoi      | Pas de tournoi | Pas de tournoi |
| 4  | 17-09-1973 | Virginia Slims of Houston, Houston       |                | 30 000 $       | Moquette (int.) | Françoise Dürr      | Rosie Casals        | 6-4, 1-6, 6-4  | Tableau        |
| 5  | 30-09-1974 | Virginia Slims of Houston, Houston       |                | 50 000 $       | Dur (ext.)      | Chris Evert         | Virginia Wade       | 6-3, 5-7, 6-1  | Tableau        |
| 6  | 10-03-1975 | Virginia Slims Of Houston, Houston       | VS Tour        | 75 000 $       | Moquette (int.) | Chris Evert         | Margaret Court      | 6-3, 6-2       | Tableau        |
| 7  | 12-01-1976 | Virginia Slims of Houston, Houston       |                | 75 000 $       | Moquette (int.) | Martina Navrátilová | Chris Evert         | 6-3, 6-4       | Tableau        |
| 8  | 17-01-1977 | Virginia Slims of Houston, Houston       |                | 100 000 $      | Moquette (int.) | Martina Navrátilová | Sue Barker          | 7-6, 7-5       | Tableau        |
| 9  | 16-01-1978 | Virginia Slims of Houston, Houston       |                | 100 000 $      | Moquette (int.) | Martina Navrátilová | Billie Jean King    | 1-6, 6-2, 6-2  | Tableau        |
| 10 | 15-01-1979 | Avon Championships of Houston, Houston   |                | 125 000 $      | Moquette (int.) | Martina Navrátilová | Virginia Wade       | 6-3, 6-2       | Tableau        |
| 11 | 25-02-1980 | Avon Championships of Houston, Houston   |                | 150 000 $      | Moquette (int.) | Billie Jean King    | Martina Navrátilová | 6-1, 6-3       | Tableau        |
| 12 | 16-02-1981 | Avon Championships of Houston, Houston   |                | 100 000 $      | Moquette (int.) | Hana Mandlíková     | Bettina Bunge       | 6-4, 6-4       | Tableau        |
| 13 | 15-02-1982 | Avon Championships of Houston, Houston   | Champ’s        | 100 000 $      | Moquette (int.) | Bettina Bunge       | Pam Shriver         | 6-2, 3-6, 6-2  | Tableau        |
| 14 | 10-01-1983 | Virginia Slims of Houston, Houston       |                | 150 000 $      | Moquette (int.) | Martina Navrátilová | Sylvia Hanika       | 6-3, 7-6       | Tableau        |
| 15 | 30-01-1984 | Virginia Slims of Houston, Houston       | VS Tour C3     | 150 000 $      | Moquette (int.) | Hana Mandlíková     | Manuela Maleeva     | 6-4, 6-2       | Tableau        |
| 16 | 29-04-1985 | Virginia Slims of Houston, Sugar Land    |                | 150 000 $      | Terre (ext.)    | Martina Navrátilová | Elise Burgin        | 6-4, 6-1       | Tableau        |
| 17 | 05-05-1986 | Virginia Slims of Houston, Houston       |                | 150 000 $      | Terre (ext.)    | Chris Evert         | Kathy Rinaldi       | 6-4, 2-6, 6-4  | Tableau        |
| 18 | 20-04-1987 | Virginia Slims of Houston, Houston       |                | 150 000 $      | Terre (ext.)    | Chris Evert         | Martina Navrátilová | 3-6, 6-1, 7-6  | Tableau        |
| 19 | 18-04-1988 | Virginia Slims of Houston, Houston       | Tier III       | 250 000 $      | Terre (ext.)    | Chris Evert         | Martina Navrátilová | 6-0, 6-4       | Tableau        |
| 20 | 24-04-1989 | Virginia Slims of Houston, Houston       | Tier III       | 250 000 $      | Terre (ext.)    | Monica Seles        | Chris Evert         | 3-6, 6-1, 6-4  | Tableau        |
| 21 | 26-03-1990 | Virginia Slims of Houston, Houston       | Tier III       | 225 000 $      | Terre (ext.)    | Katerina Maleeva    | Arantxa Sánchez     | 6-1, 1-6, 6-4  | Tableau        |
| 22 | 15-04-1991 | Virginia Slims of Houston, Houston       | Tier II        | 350 000 $      | Terre (ext.)    | Monica Seles        | Mary Joe Fernández  | 6-4, 6-3       | Tableau        |
| 23 | 13-04-1992 | Virginia Slims of Houston, Houston       | Tier II        | 350 000 $      | Terre (ext.)    | Monica Seles        | Zina Garrison       | 6-1, 6-1       | Tableau        |
| 24 | 22-03-1993 | Virginia Slims of Houston, Houston       | Tier II        | 375 000 $      | Terre (ext.)    | Conchita Martínez   | Sabine Hack         | 6-3, 6-2       | Tableau        |
| 25 | 21-03-1994 | Virginia Slims of Houston, Houston       | Tier II        | 400 000 $      | Terre (ext.)    | Sabine Hack         | Mary Pierce         | 7-5, 6-4       | Tableau        |
| 26 | 10-04-1995 | Gallery Furniture Championships, Houston | Tier II        | 430 000 $      | Terre (ext.)    | Steffi Graf         | Åsa Svensson        | 6-1, 6-1       | Tableau        |
|    | 1996-2017  | Pas de tournoi                           | Pas de tournoi | Pas de tournoi | Pas de tournoi  | Pas de tournoi      | Pas de tournoi      | Pas de tournoi | Pas de tournoi |
| 27 | 12-11-2018 | Oracle Challenger Series, Houston        | WTA 125        | 140 000 $      | Dur (ext.)      | Peng Shuai          | Lauren Davis        | 1-6, 7-5, 6-4  | Tableau        |
| 28 | 11-11-2019 | Oracle Challenger Series, Houston        | WTA 125        | 150 000 $      | Dur (ext.)      | Kirsten Flipkens    | Coco Vandeweghe     | 7-64, 6-4      | Tableau        |

### Double
| No | Date       | Nom et lieu du tournoi                  | Catégorie      | Dotation       | Surface         | Vainqueures                          | Finalistes                        | Score            |                |
| -- | ---------- | --------------------------------------- | -------------- | -------------- | --------------- | ------------------------------------ | --------------------------------- | ---------------- | -------------- |
| 1  | 14-04-1969 | River Oaks Invitation Houston           |                | NC             | Terre (ext.)    | Margaret Smith Court Judy Tegart     | Karen Krantzcke Kerry Melville    | 6-4, 6-3         | Tableau        |
| 2  | 02-08-1971 | Virginia Slims International Houston    | VS Tour        | 40 000 $       | Moquette (int.) | Rosie Casals Billie Jean King        | Judy Tegart-Dalton Françoise Dürr | 6-3, 1-6, 6-2    | Tableau        |
|    | 1972       | Pas de tournoi                          | Pas de tournoi | Pas de tournoi | Pas de tournoi  | Pas de tournoi                       | Pas de tournoi                    | Pas de tournoi   | Pas de tournoi |
| 3  | 17-09-1973 | Virginia Slims of Houston Houston       |                | 30 000 $       | Moquette (int.) | Mona Schallau Pam Teeguarden         | Françoise Dürr Betty Stöve        | 6-3, 5-7, 6-4    | Tableau        |
| 4  | 30-09-1974 | Virginia Slims of Houston Houston       |                | 50 000 $       | Dur (ext.)      | Janet Newberry Wendy Overton         | Sue Stap Virginia Wade            | 4-6, 7-5, 6-2    | Tableau        |
| 5  | 10-03-1975 | Virginia Slims Of Houston Houston       | VS Tour        | 75 000 $       | Moquette (int.) | Françoise Dürr Betty Stöve           | Evonne Goolagong Virginia Wade    | 2-6, 6-3, 7-6    | Tableau        |
| 6  | 12-01-1976 | Virginia Slims of Houston Houston       |                | 75 000 $       | Moquette (int.) | Rosie Casals Françoise Dürr          | Chris Evert Martina Navrátilová   | 6-0, 7-5         | Tableau        |
| 7  | 17-01-1977 | Virginia Slims of Houston Houston       |                | 100 000 $      | Moquette (int.) | Martina Navrátilová Betty Stöve      | Sue Barker Ann Kiyomura           | 4-6, 6-2, 6-1    | Tableau        |
| 8  | 16-01-1978 | Bridgestone double of Houston Houston   |                | 100 000 $      | Moquette (int.) | Billie Jean King Martina Navrátilová | Greer Stevens Mona Guerrant       | 7-6, 4-6, 7-6    | Tableau        |
| 9  | 15-01-1979 | Avon Championships of Houston Houston   |                | 125 000 $      | Moquette (int.) | Martina Navrátilová Janet Newberry   | Pam Shriver Betty Stöve           | 4-6, 6-4, 6-2    | Tableau        |
| 10 | 25-02-1980 | Avon Championships of Houston Houston   |                | 150 000 $      | Moquette (int.) | Billie Jean King Ilana Kloss         | Betty Stöve Wendy Turnbull        | 3-6, 6-1, 6-4    | Tableau        |
| 11 | 16-02-1981 | Avon Championships of Houston Houston   |                | 100 000 $      | Moquette (int.) | Sue Barker Ann Kiyomura              | Regina Maršíková Mary Lou Piatek  | 5-7, 6-4, 6-3    | Tableau        |
| 12 | 15-02-1982 | Avon Championships of Houston Houston   | Champ’s        | 100 000 $      | Moquette (int.) | Kathy Jordan Pam Shriver             | Sue Barker Sharon Walsh           | 7-6, 6-2         | Tableau        |
| 13 | 10-01-1983 | Virginia Slims of Houston Houston       |                | 150 000 $      | Moquette (int.) | Martina Navrátilová Pam Shriver      | Jo Durie Barbara Potter           | 6-4, 6-3         | Tableau        |
| 14 | 30-01-1984 | Virginia Slims of Houston Houston       | VS Tour C3     | 150 000 $      | Moquette (int.) | Mima Jaušovec Anne White             | Barbara Potter Sharon Walsh       | 6-4, 3-6, 7-6    | Tableau        |
| 15 | 29-04-1985 | Virginia Slims of Houston Sugar Land    |                | 150 000 $      | Terre (ext.)    | Elise Burgin Martina Navrátilová     | Manuela Maleeva Helena Suková     | 6-1, 3-6, 6-3    | Tableau        |
| 16 | 05-05-1986 | Virginia Slims of Houston Houston       |                | 150 000 $      | Terre (ext.)    | Chris Evert Wendy Turnbull           | Elise Burgin Joanne Russell       | 6-2, 6-4         | Tableau        |
| 17 | 20-04-1987 | Virginia Slims of Houston Houston       |                | 150 000 $      | Terre (ext.)    | Kathy Jordan Martina Navrátilová     | Zina Garrison Lori McNeil         | 6-2, 6-4         | Tableau        |
| 18 | 18-04-1988 | Virginia Slims of Houston Houston       | Tier III       | 250 000 $      | Terre (ext.)    | Katrina Adams Zina Garrison          | Lori McNeil Martina Navrátilová   | 6-7, 6-2, 6-4    | Tableau        |
| 19 | 24-04-1989 | Virginia Slims of Houston Houston       | Tier III       | 250 000 $      | Terre (ext.)    | Katrina Adams Zina Garrison          | Gigi Fernández Lori McNeil        | 6-3, 6-4         | Tableau        |
| 20 | 26-03-1990 | Virginia Slims of Houston Houston       | Tier III       | 225 000 $      | Terre (ext.)    | NC                                   | NC                                | Pluie            | Tableau        |
| 21 | 15-04-1991 | Virginia Slims of Houston Houston       | Tier II        | 350 000 $      | Terre (ext.)    | Jill Hetherington Kathy Rinaldi      | Patty Fendick Mary Joe Fernández  | 6-1, 2-6, 6-1    | Tableau        |
| 22 | 13-04-1992 | Virginia Slims of Houston Houston       | Tier II        | 350 000 $      | Terre (ext.)    | Patty Fendick Gigi Fernández         | Jill Hetherington Kathy Rinaldi   | 7-5, 6-4         | Tableau        |
| 23 | 22-03-1993 | Virginia Slims of Houston Houston       | Tier II        | 375 000 $      | Terre (ext.)    | Katrina Adams Manon Bollegraf        | Eugenia Maniokova Radka Zrubáková | 6-3, 5-7, 7-6    | Tableau        |
| 24 | 21-03-1994 | Virginia Slims of Houston Houston       | Tier II        | 400 000 $      | Terre (ext.)    | Manon Bollegraf Martina Navrátilová  | Katrina Adams Zina Garrison       | 6-4, 6-2         | Tableau        |
| 25 | 10-04-1995 | Gallery Furniture Championships Houston | Tier II        | 430 000 $      | Terre (ext.)    | Nicole Arendt Manon Bollegraf        | Wiltrud Probst Rene Simpson       | 6-4, 6-2         | Tableau        |
|    | 1996-2017  | Pas de tournoi                          | Pas de tournoi | Pas de tournoi | Pas de tournoi  | Pas de tournoi                       | Pas de tournoi                    | Pas de tournoi   | Pas de tournoi |
| 26 | 12-11-2018 | Oracle Challenger Series Houston        | WTA 125        | 140 000 $      | Dur (ext.)      | Maegan Manasse Jessica Pegula        | Desirae Krawczyk Giuliana Olmos   | 1-6, 6-4, [10-8] | Tableau        |
| 27 | 11-11-2019 | Oracle Challenger Series Houston        | WTA 125        | 150 000 $      | Dur (ext.)      | Ellen Perez Luisa Stefani            | Sharon Fichman Ena Shibahara      | 1-6, 6-4, [10-5] | Tableau        |

## Palmarès messieurs

### Simple
| No | Date       | Nom et lieu du tournoi                 | Catégorie      | Dotation       | Surface         | Vainqueur            | Finaliste         | Score            |                |
| -- | ---------- | -------------------------------------- | -------------- | -------------- | --------------- | -------------------- | ----------------- | ---------------- | -------------- |
| 1  | 25-02-1985 | WCT-Houston Shootout, Houston          |                | 300 000 $      | Moquette (int.) | John McEnroe         | Kevin Curren      | 7-5, 6-1, 7-6    |                |
| 2  | 17-11-1986 | WCT-Houston Shootout, Houston          |                | 220 000 $      | Moquette (int.) | Slobodan Živojinović | Scott Davis       | 6-1, 4-6, 6-3    |                |
|    | 1987-1998  | Pas de tournoi                         | Pas de tournoi | Pas de tournoi | Pas de tournoi  | Pas de tournoi       | Pas de tournoi    | Pas de tournoi   | Pas de tournoi |
| 3  | 18-10-1999 | Houston Challenger, Houston            | Challenger     | 37 500 $       | Dur (ext.)      | Marcos Ondruska      | James Sekulov     | 7-68, 6-1        |                |
| 4  | 18-09-2000 | USTA Championships of Houston, Houston | Challenger     | 50 000 $       | Dur (ext.)      | James Blake          | Michel Kratochvil | 7-65, 612-7, 6-3 |                |
| 5  | 22-10-2001 | USTA Championships of Houston, Houston | Challenger     | 25 000 $ +H    | Dur (ext.)      | Vincent Spadea       | James Blake       | 6-2, 63-7, 6-2   |                |
|    | 2002-2017  | Pas de tournoi                         | Pas de tournoi | Pas de tournoi | Pas de tournoi  | Pas de tournoi       | Pas de tournoi    | Pas de tournoi   | Pas de tournoi |
| 6  | 12-11-2018 | Oracle Challenger Series, Houston      | Challenger     | 150 000 $ +H   | Dur (ext.)      | Bradley Klahn        | Roy Smith         | 7-64, 7-64       |                |
| 7  | 11-11-2019 | Oracle Challenger Series, Houston      | Challenger     | 162 480 $      | Dur (ext.)      | Marcos Giron         | Ivo Karlović      | 7-5, 65-7, 7-69  |                |

### Double
| No | Date       | Nom et lieu du tournoi                 | Catégorie      | Dotation       | Surface         | Vainqueurs                        | Finalistes                      | Score             |                |
| -- | ---------- | -------------------------------------- | -------------- | -------------- | --------------- | --------------------------------- | ------------------------------- | ----------------- | -------------- |
| 1  | 25-02-1985 | WCT-Houston Shootout, Houston          |                | 300 000 $      | Moquette (int.) | Peter Fleming John McEnroe        | Hank Pfister Ben Testerman      | 6-3, 6-2          |                |
| 2  | 17-11-1986 | WCT-Houston Shootout, Houston          |                | 220 000 $      | Moquette (int.) | Ricardo Acuña Brad Pearce         | Chip Hooper Mike Leach          | 6-4, 7-5          |                |
|    | 1987-1998  | Pas de tournoi                         | Pas de tournoi | Pas de tournoi | Pas de tournoi  | Pas de tournoi                    | Pas de tournoi                  | Pas de tournoi    | Pas de tournoi |
| 3  | 18-10-1999 | Houston Challenger, Houston            | Challenger     | 37 500 $       | Dur (ext.)      | David DiLucia Michael Sell        | Bobby Kokavec Jocelyn Robichaud | 7-68, 6-0         |                |
| 4  | 18-09-2000 | USTA Championships of Houston, Houston | Challenger     | 50 000 $       | Dur (ext.)      | Brent Haygarth Marcos Ondruska    | James Blake Kevin Kim           | 6-4, 6-2          |                |
| 5  | 22-10-2001 | USTA Championships of Houston, Houston | Challenger     | 25 000 $ +H    | Dur (ext.)      | Jeff Coetzee Paul Rosner          | Justin Bower Shaun Rudman       | 7-62, 6-4         |                |
|    | 2002-2017  | Pas de tournoi                         | Pas de tournoi | Pas de tournoi | Pas de tournoi  | Pas de tournoi                    | Pas de tournoi                  | Pas de tournoi    | Pas de tournoi |
| 6  | 12-11-2018 | Oracle Challenger Series, Houston      | Challenger     | 150 000 $ +H   | Dur (ext.)      | Austin Krajicek Nicholas Monroe   | Marcelo Arévalo James Cerretani | 4-6, 7-63, [10-5] |                |
| 7  | 11-11-2019 | Oracle Challenger Series, Houston      | Challenger     | 162 480 $      | Dur (ext.)      | Jonathan Erlich Santiago González | Ariel Behar Gonzalo Escobar     | 6-3, 7-64         |                |